# آخرین تدوین کارگردان
آخرین تدوین کارگردان (به انگلیسی: Final Cut of Director) فیلمی هندی محصول سال ۲۰۱۶ و به کارگردانی باراتیراجا است. در این فیلم بازیگرانی همچون نانا پاتیکار، آرجون سارجا، راکمینی ویجایاکومار، کجال آگاروال، واتسال شتس، رانجیتا و مشتاق خان ایفای نقش کرده‌اند.